# Казим (село)
Кази́м (рос. Казым, хант. Касум) — село у складі Білоярського району Ханти-Мансійського автономного округу Тюменської області, Росія. Адміністративний центр Казимського сільського поселення.
Населення — 1379 осіб (2010, 1201 у 2002).
Національний склад станом на 2002 рік: ханти — 60 %.